# Achelia socors
Achelia socors là một loài nhện biển trong họ Ammotheidae. Loài này thuộc chi Achelia. Achelia socors được miêu tả khoa học năm 1908 bởi Loman.